# باول فرانكلين
باول فرانكلين (بالإنجليزية: Paul Franklin)‏ (5 أكتوبر 1963 بإنجلترا في المملكة المتحدة - ) هو مدرب كرة قدم ولاعب كرة قدم بريطاني في مركز الدفاع. لعب مع سويندون تاون وشروزبري تاون ونادي ريدنغ ونادي واتفورد وويكمب وندررز.

## وصلات خارجية
- باول فرانكلين على موقع قاعدة بيانات كرة القدم.إي يو (الإنجليزية)
- باول فرانكلين على موقع عالم كرة القدم.نت (الإنجليزية)